# Nicholas Barton
Nicholas H. „Nick“ Barton (* 30. August 1955) ist ein britischer Evolutionsbiologe und Genetiker.
Barton studierte an der Universität Cambridge (Peterhouse College) und wurde 1979 an der University of East Anglia bei Godfrey Hewitt promoviert (A narrow hybrid zone in the alpine grasshopper podisma pedestris). Danach war er Labor-Assistent in Cambridge und ab 1982 Lecturer und später Reader am University College London. 1990 wurde er Reader und danach Professor an der University of Edinburgh. Seit 2008 ist er am Institute of Science and Technology Austria (ISTA) in Klosterneuburg.
Er befasst sich mit der Untersuchung von Evolution in geographisch ausgedehnten Populationen (u. a. Hybridzonen) und natürlicher Auslese, die an vielen sich gegenseitig beeinflussenden Genen ansetzt.
1994 erhielt er den David Starr Jordan Prize und 1998 den American Society of Naturalists President’s Award. 2013 erhielt er die Gregor-Mendel-Medaille,  2008 die Darwin-Wallace-Medaille und 2013 den Erwin Schrödinger-Preis der Österreichischen Akademie der Wissenschaften. Er ist Fellow der Royal Society (1994) und der Royal Society of Edinburgh und erhielt 2005 den Wolfson Merit Award der Royal Society. Er ist ISI Highly Cited Researcher. 2009 erhielt er einen ERC Advanced Grant.
2001 war er Präsident der Society for the Study of Evolution. 2024 wurde Barton zum Mitglied der National Academy of Sciences gewählt.

## Schriften
- mit Derek Briggs, Jonathan A. Eisen, David B. Goldstein, Nipam H. Patel: Evolution, Cold Spring Harbor Laboratory Press 2007
- mit G. M. Hewitt: Adaptation, speciation and hybrid zones, Nature, Band 341, 1989, S. 497–503.
- The role of hybridization in evolution, Molecular ecology, Band 10, 2001, S.  551–568
- mit D. B. Weissmann: Limits to the rate of adaptation in sexual populations. PLoS Genetics 8, 2012, e1002740.
- mit M. Turelli: Spatial waves of advance with bistable dynamics: cytoplasmic and genetic analogs of the Allee effect. American Naturalist, Band 178, 2011, S. E48–75.